# John Tyndall (homme politique)
Pour les articles homonymes, voir John Tyndall.
 (janvier 2017).
John Hutchyns Tyndall, né le 14 juillet 1934 à Exeter, mort le 19 juillet 2005  à Hove (Angleterre), est un homme politique britannique d'extrême droite, essentiellement connu comme dirigeant du National Front dans les années 1970 et fondateur du British National Party dans les années 1980.

## Biographie
John Tyndall naît à Exeter, dans le comté du Devon, le 14 juillet 1934. Fils du gardien de St George's House, un hôtel du YMCA à Southwark, il grandit à Londres. Il est apparenté au célèbre traducteur de la Bible William Tyndale et l'arrière-petit-fils de John Tyndall, le physicien irlandais dont les ancêtres avaient émigré vers le comté de Waterford en Irlande au XVIe siècle,.

## Résultats électoraux

### Chambres des communes
| Élection          | Circonscription              | Parti | Parti | Voix  | %   | Résultats |
| ----------------- | ---------------------------- | ----- | ----- | ----- | --- | --------- |
| Générales de 1979 | Hackney South and Shoreditch |       | BNF   | 1 958 | 7,6 | Échec     |
| Générales de 1992 | Bow and Poplar               |       | BNP   | 1 107 | 3,0 | Échec     |
| Partielle de 1994 | Dagenham                     |       | BNP   | 1 511 | 7,0 | Échec     |
| Générales de 1997 | Poplar and Canning Town      |       | BNP   | 2 849 | 7,2 | Échec     |
| Générales de 2001 | Mitcham and Morden           |       | BNP   | 642   | 1,7 | Échec     |

### Parlement européen
| Élection            | Circonscription | Parti | Parti | Voix   | %   | Résultats |
| ------------------- | --------------- | ----- | ----- | ------ | --- | --------- |
| Européennes de 1999 | Londres         |       | BNP   | 17 960 | 1,6 | Échec     |